# Reitano
Reitano es una localidad italiana de la provincia de Mesina, región de Sicilia, con 891 habitantes.

Ubicación de la ciudad de Reitano dentro de la provincia de Mesina.

## Evolución demográfica
| Gráfica de evolución demográfica de Reitano entre 1861 y 2001 |
|                                                               |
| Fuente ISTAT - Elaboración gráfica por parte de Wikipedia     |